# Schnellschützen

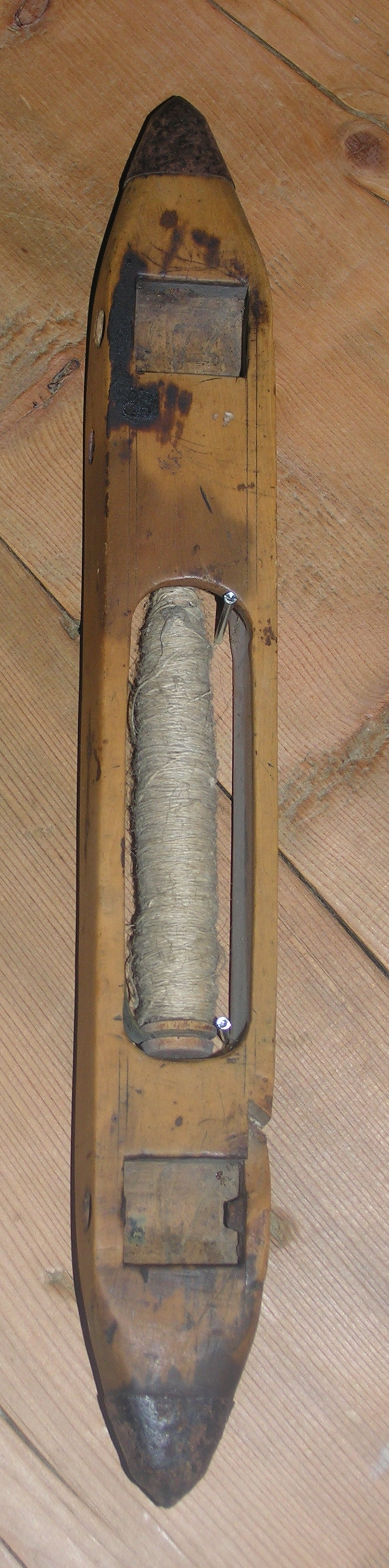
Schnellschützen mit Metallspitzen (von unten gesehen); die Holzrollen sind ober- und unterhalb der bewickelten Spule zu erkennen.

Ein Schnellschützen ist eine bestimmte Art eines Webschiffchens und wird auch fliegendes Schiffchen genannt. Er ist darauf ausgelegt, durch eine geeignete Mechanik möglichst schnell von einer Seite auf die andere geschossen werden zu können. Seine quaderförmige Grundform ist eine Anpassung an die Ladenbahn des Schnellschusswebstuhls. Schnellschützen für die Handweberei haben meist Rollen auf der Unterseite, damit der Kraftaufwand für den Weber nicht so groß ist. Diese bestimmen durch ihre Schrägstellung den Winkel, in dem der Schützen während des Schusses gegen das Ladenblatt gedrückt wird. Schnellschützen für Webmaschinen haben keine Rollen, die Reibung spielt dort keine besondere Rolle. Metallspitzen an den Schiffchenenden erhöhen die Lebensdauer der Schnellschützen sowohl für Hand- wie auch für Maschinenwebstühle.
Der Schnellschützen wurde 1733 von John Kay zum Patent angemeldet und begann sich ab 1760 durchzusetzen. Er beschleunigte und vereinfachte den Webprozess und ermöglichte außerdem das Weben von breiteren Stoffen durch eine einzelne Arbeitskraft. Die höhere Produktivität der Weber führte bald zum sogenannten Garnhunger, da durch die damaligen Spinnverfahren der Garnbedarf der Weber nicht mehr gedeckt werden konnte. Eine Weiterentwicklung des Spinnvorgangs wurde notwendig und die ersten Spinnmaschinen erfunden.
Diese Entwicklung gilt als ein Auslöser für eine Reihe von Innovationen, die die große Industrielle Revolution in Gang setzten.